# Дискографија Јелене Карлеуше
Дискографија српске поп певачице Јелене Карлеуше садржи дванаест студијских албума, три концертна албума, три компилације, једанаест синглова и деветнаест музичких спотова.

## Албуми

### Студијски албуми
| Назив             | Детаљи |
| ----------------- | --- |
| Огледалце         | - Издат: 24. април 1995. - Издавач: - Формат: LP, касета                                                      |
| Жените се момци   | - Издат: 1996 - Издавач: Daniel Estrada, PGP RTS - Формат: , касета                                           |
| Вештице, виле     | - Издат: 1997 - Издавач: , - Формат: , касета                                                                 |
| Јелена            | - Издат: 1998 - Издавач: , - Формат: CD, касета                                                               |
| Гили, гили        | - Издат: 23. децембар 1999. - Издавач: - Формат: CD, касета                                                   |
| За своје године   | - Издат: 2001 - Издавач: , - Формат: CD, касета                                                               |
|                   | - Издат: 20. децембар 2002 - Издавач: , - Формат: CD, касета                                                  |
| Магија            | - Издат: 21. фебруар 2005 - Издавач: - Формат: CD, касета                                                     |
|                   | - Издат: 7. фебруар 2008. - Издавач: - Формат: CD, касета                                                     |
| Дива              | - Издат: 13. јун 2012. - Издавач: - Формат: CD                                                                |
| [ 1 ] [ 2 ] [ 3 ] | - Издат: 13. август 2023. - Издавач: JK Entertainment, Virgin Music - Формат: digitalna distribucija, CD i LP |
| Oмега             | - Издат: 20. август 2023. - Издавач: JK Entertainment, Virgin Music - Формат: digitalna distribucija, CD i LP |

### Албуми уживо
| Назив | Детаљи                                                              |
| ----- | ------------------------------------------------------------------- |
|       | - Издат: 2010 - Издавач: - Формат: CD,                              |
|       | - Издат: 26. јул 2020. - Издавач: - Формат: дигитална дистрибуција  |
|       | - Издат: 21. март 2020. - Издавач: - Формат: дигитална дистрибуција |

### Компилацијски албуми
| Назив                   | Детаљи                                                                     |
| ----------------------- | -------------------------------------------------------------------------- |
| Зовем се Јелена, Јелена | - Издат: 1999 - Издавач: JVP Vertrieb AG - Формат: CD                      |
|                         | - Издат: 15. јул 2009. - Издавач: City Records - Формат: CD                |
|                         | - Издат: 2018 - Издавач: City Records - Формат: CD, дигитална дистрибуција |

## Синглови
| Год        | Назив                                                | Албум        |
| ---------- | ---------------------------------------------------- | ------------ |
| 1999       | Преживећу (дует са Дејаном Милићевићем)              | Крај је века |
| 2004       | Не смем да се заљубим у тебе (дует са Сашом Матићем) | Магија       |
| 2007       |                                                      |              |
| Тихи убица |                                                      |              |
| 2009       | (дует са Мирзом Хамзићем)                            | Дива         |
| 2011       | Плава Шехерзада (нова религија)‎                      | Дива         |
| 2011       | Мушкарац који мрзи жене                              | Дива         |
| 2013       | (дует са Течом и Нешом)                              | Без албума   |
| 2017       | Банкина (дует са Ацом Лукасом)                       | Без албума   |
| 2017       | О.С.Т.А.В.Љ.А.М.Т.Е (дует са Азисом)                 | Без албума   |
| 2018       | Марихуана (дует са и )                               | Без албума   |
| 2019       | ЛаЈК (дует са Газда Пајом)                           | Без албума   |

## Музички спотови
| Год  | Назив                   | Режисер                             |
| ---- | ----------------------- | ----------------------------------- |
| 1995 | Огледалце               | Непознат                            |
| 1995 | Најбоље другарице       | Непознат                            |
| 1995 | Жените се момци         | Непознат                            |
| 1996 | Сад смо странци постали | Непознат                            |
| 1999 | Преживећу               | Дејан Милићевић                     |
| 1999 | Гили, гили              | Дејан Милићевић                     |
| 2001 | Лудача                  | Дејан Милићевић                     |
| 2002 | Само за твоје очи       |                                     |
| 2002 | Манијак                 |                                     |
| 2005 | Слатка мала             | Дејан Милићевић                     |
| 2006 | Управо остављена        | Дејан Милићевић                     |
| 2008 | Тихи убица              |                                     |
| 2009 | Мани се                 | Непознат                            |
| 2010 | Инсомнија               | Непознат                            |
| 2012 | Крими рад               | Дејан Милићевић                     |
| 2012 | Со                      | Дејан Милићевић                     |
| 2018 | Марихуана               |                                     |
| 2023 | KarlyB*tch              | Немања Новаковић и Зоран Бирташевић |
| 2024 | Бенга                   | Немања Новаковић и Зоран Бирташевић |